# Racomitrium rupestre
Racomitrium rupestre là một loài Rêu trong họ Grimmiaceae. Loài này được (Hook. f. & Wilson) Wilson & Hook. f. mô tả khoa học đầu tiên năm 1854.